# Minimum tick
De minimum tick of minimale prijsschommeling (kortweg: tick) is de kleinste verandering, uitgedrukt in procent, die de prijs kan ondergaan op een future (termijncontract). De waarde van de minimum tick wordt bepaald door de beurs waar de commodities of het financiële instrument verhandeld wordt. Aangezien elke future andere contractspecificaties heeft (bijvoorbeeld grootte, hoeveelheid), wordt de minimum tick aan de hand van deze variabelen per contract bepaald.

## Waardeverschil per tick
Indien de prijs een tick stijgt of daalt, zorgt dit voor een verandering van de waarde van de future.
Dit waardeverschil bepaalt dus de mogelijke winst of verlies van de investering. Zo zorgt bijvoorbeeld een neerwaartse tickverandering bij goud voor een dubbel zo groot verlies als bij zilver ($ 10 tegenover $ 5).
Men bepaalt het waardeverschil door de mimimumtick te vermenigvuldigen met het aantal eenheden waarover een standaardcontract handelt (in onderstaande tabel is dat de tweede kolom).

## Voorbeeld
| Product (commodity) | Standaardcontract | Minimumtick (%) | Waardeverschil per tick |
| ------------------- | ----------------- | --------------- | ----------------------- |
| Graan               | 5000 bushels      | 0,25            | $ 12,50                 |
| Aardolie            | 500 barrels       | 0,025           | $ 12,50                 |
| Lng                 | 2500 miljoen BTU  | 0,005           | $ 12,50                 |
| Goud                | 100 fl oz         | 0,10 per fl oz  | $ 10,00                 |
| Zilver              | 5000 fl oz        | 0,001 per fl oz | $ 5,00                  |
| Japanse yen         | ¥ 12.500.000      | 0,000001        | ¥ 12,50                 |

Voorbeeld: graan wordt verhandeld per bushel en de standaard future (het standaard prijscontract) handelt over 5000 bushels of 181,8435 m³ graan (er mag dus maar gehandeld worden in graan vanaf 5000 bushels). De minimum tick van graan bedraagt 0,25 %. Stel dat de prijs per bushel $ 4,00 bedraagt. Als het graan stijgt met 1 tick (met 0,25 %), dan bedraagt de prijs $ 4,01 (want dit is de oorspronkelijke prijs + de minimum tick van 0,25 procent). Op een standaard future van 5000 bushels houdt een minimum tickwijziging dus een waardeverschil van 5000 × 0,0025 of $ 12,50 in.